# ヘップ・レコード
ヘップ・レコード（Hep Records）は、1974年にスコットランドのエディンバラにてアラステア・ロバートソン（Alastair Robertson、1941年3月3日、スコットランド・アバディーン生まれ）によって設立されたジャズのレコード会社であり、ジャズ・レーベルである。

## 略歴
ヘップは、1940年代のビッグバンド・ミュージックを中心に、ラジオ放送用ディスクからの素材による再発レーベルとして始まった。その他の再発のマテリアルには、フレッチャー・ヘンダーソン、アンディ・カーク、ジミー・ランスフォード、ドン・レッドマン、サム・ドナヒューが含まれている。新しい録音を発表し始めたとき、バディ・デフランコ、ドン・ランフィア、エディ・トンプソンを追加した。そのカタログに載った他のミュージシャンには、スリム・ゲイラード、ボイド・レーバン、スパイク・ロビンソン、スラム・スチュワート、ジョー・テンパリー、ジェシカ・ウィリアムズなどがいる。

## 参照
- レコード会社一覧